# 鄭世維
鄭世維（1966年5月5日—），中國國民黨籍中華民國政治人物，新北市蘆洲區人，曾任臺北縣議會議員、新北市果菜運銷股份有限公司副總經理，現任臺北漁產運銷股份有限公司董事長、國民黨文化傳播委員會副主任委員。2019年受國民黨徵召參選新北市第三選區立委補選，但最終仍以5761票的差距敗給對手余天。

## 生平
鄭世維於1966年出生於臺北市，16歲時，開始定居於蘆洲地區。原先在東森電視擔任電視購物主持人，2005年首度投入縣議員選戰便一舉當選。
2010年，參選首屆新北市議員，連任失利，結束5年議員任期。
2014年，捲土重來再度參選新北市議員，但仍然落選。
2015年，朱立倫當選中國國民黨黨主席，延攬其出任文傳會副主委。
2019年，原新北市第三選舉區民進黨立法委員高志鵬因案入獄解職，中國國民黨徵召鄭世維代表參選，遷籍入三重，與民進黨所提名的余天對壘。因其曾任新北市果菜運銷公司副總經理，呼應2018年選舉時全台所掀起的韓國瑜風潮，也以「三重賣菜郎」之姿宣傳，但最終敗選。
2023年3月，任臺北漁產運銷股份有限公司董事長。

## 選舉紀錄
| 年度 | 選舉屆數               | 選舉區           | 所屬政黨   | 得票數 | 得票率 | 當選標記 | 備註 |
| ---- | ---------------------- | ---------------- | ---------- | ------ | ------ | -------- | ---- |
| 2005 | 第十六屆台北縣議員選舉 | 台北縣第五選舉區 | 中國國民黨 | 16,381 | 6.07%  |          |      |
| 2010 | 第一屆新北市議員選舉   | 新北市第三選舉區 | 中國國民黨 | 16,692 | 5.21%  |          |      |
| 2014 | 第二屆新北市議員選舉   | 新北市第三選舉區 | 中國國民黨 | 14,520 | 4.98%  |          |      |
| 2019 | 第九屆立法委員補選     | 新北市第三選舉區 | 中國國民黨 | 51,127 | 46.77% |          |      |

## 外部連結
- 鄭世維 - 新北市議會 （页面存档备份，存于）
- 鄭世維的Facebook專頁